# Tolpa
Tolpa je skupina ali družba sodelavcev, prijateljev ali članov družine z določenim vodstvom in notranjo organizacijo, ki se identificira ali zahteva nadzor nad ozemljem in bodisi posamično ali kolektivno sodeluje v nezakonitem in morda nasilnem vedenju. Tolpe so nastale v Ameriki sredi devetnajstega stoletja in so povzročale skrbi mestnim voditeljem že od njihovega nastanka. Nekateri člani kriminalnih tolp so "vskočeni" (s postopkom iniciacije) ali pa morajo svojo zvestobo in pravico do pripadnosti dokazati z izvajanjem določenih dejanj, običajno kraj ali nasilja. Člana tolpe imenujemo tudi z angleško besedo »gangster«.
Skozi zgodovino so se uveljavile številne tolpe, vključno s sicilijansko mafijo, italijansko-ameriško mafijo in drugimi italijanskimi organiziranimi kriminalnimi skupinami, kot je Camorra; ruska mafija, albanska mafija, irska mafija, Thugee, D-Company, različne organizacije v francoskem podzemlju, zlasti korziške mafijske skupine, kot sta Unione Corse in Gang de la Brise de Mer; britanske družbe, judovska mafija, grška mafija, nigerijska mafija, Triade, Yakuza, jamajška posada in tolpe Yardie; afroameriški Bloodsi in Cripsi; armenska mafija; latinskoameriške tolpe, kot so kolumbijski narkokarteli, mehiška mafija, Latinski kralji, MS-13, Norteños in Sureños; skupine bele nadvlade, kot sta Aryan Brotherhood in Aryan Nations; in motoristične tolpe, kot sta Hells Angels in Comanchero.

## Definicija
Beseda »tolpa« je prevzeta iz ruščine, angleška beseda »gang« pa izhaja iz preteklega deležnika stare angleščine “gan”, kar pomeni “iti” (ang. to go). V sorodu je s staronorveškim “gangr”, kar pomeni “potovanje”.. Običajno pomeni skupino ljudi in ima lahko nevtralne, pozitivne ali negativne konotacije, odvisno od uporabe.

## Zgodovina
V razpravi o razbojništvu v ameriški zgodovini, Barrington Moore mlajši predlaga, da naj se bi gangsterizem kot "oblika samopomoči, ki žrtvuje druge", pojavil v družbah, kjer niso imeli močnih "sil zakona in reda"; evropski fevdalizem označuje predvsem kot "gangsterstvo, ki je samo postalo družba in je s pojmi viteštva pridobilo ugled”.
Veliko različnih tolp, kot so Red atentatorjev, the Damned Crew, tolpa Adama Leper-ja, Penny Mobs, indijanski nasilneži, kitajske Triade, Snakehead, japonska Yakuza, irska mafija, Pancho Villa's Villistas, Dead Rabbits, ameriški odpadniki iz Zahodne ameriške tolpe, Bowery Boys, Chasers, italijanska mafija, judovska mafija in ruske mafijske kriminalne družine obstajajo že stoletja.
London je bil v 17. stoletju "teroriziran z vrsto organiziranih tolp", nekatere med njimi so bile Mims, Hectors, Bugles in Dead Boys. Te tolpe so med seboj pogosto prihajale v konflikte. Člani tolp so nosili pasove določene barve, kar je nakazovalo na pripadnost različnim tolpam.
V letu 1920 je imel Čikago več kot 1000 tolp. Te zgodnje tolpe so bile znane po številnih kriminalnih dejavnostih, vendar v večini držav niso mogle izkoristiti trgovine z mamili, saj so bile droge zaradi Mednarodne opijske konvencije iz leta 1912 in Zakona o Volsteadu iz leta 1919 nezakonite. Vključenost kriminalnih tolp v prekupčevanje z drogami se je povečalo šele v sedemdesetih in osemdesetih letih.
V ZDA se je zgodovina tolp začela na vzhodni obali leta 1783 po ameriški revoluciji. Pojav tolp je bil v veliki meri pripisan velikemu priseljevanju podeželskega prebivalstva v urbana območja. Prva ulična tolpa v ZDA, 40 tatov, se je ustanovila v poznih 1820-ih v New Yorku. Tolpe v Washingtonu so imele nadzor nad današnjim zveznim trikotnikom v regiji, ki je bila takrat znan kot Murder Bay.

## Trenutni člani
Po podatkih Nacionalnega centra za mladinske tolpe je bilo leta 2007 v ZDA približno 785.000 aktivnih članov uličnih tolp. Leta 2011 je Nacionalna obveščevalna služba za tolpe pri Zveznem preiskovalnem uradu zatrdil, da v ZDA deluje približno 1,4 milijona aktivnih uličnih, zaporniških in izobčenih članov tolp, ki so vključeni v več kot 33.500 tolp. Leta 2011 je bilo približno 230.000 članov tolpe v ameriških zaporih.
Glede na publikacijo Čikaške kriminalne komisije "The Gang Book 2012" ima Čikago največ članov tolp v primerjavi s katerem koli mestom v ZDA: 150.000 članov. Tradicionalno je okrožje Los Angeles veljo za glavno mesto ameriških tolp, v njem pa je po oceni 120.000 članov (41.000 v mestu).
Leta 2007 je bilo po ZDA aktivnih vsaj 30.000 tolp in 800.000 članov tolp. Približno 900.000 članov tolpe je živelo "v lokalnih skupnostih po vsej državi", približno 147.000 pa jih je bilo leta 2009 v ameriških zaporih. Do leta 1999 so latinoameričani predstavljali 47% vseh članov tolpe, črnci 31%, belci 13% in azijci 7%.
3. decembra 2009 je New York Times objavil članek o naraščajočem nasilju tolp v indijanskem rezervatu Pine Ridge in ocenil, da je samo v tem rezervatu 39 tolp s 5000 člani.
V državi Salvador v Srednji Ameriki je med 25.000 in 50.000 člani tolp.
Zvezni preiskovalni urad ocenjuje, da imajo štiri italijanske organizirane kriminalne skupine, ki delujejo v ZDA, skupno 25.000 članov.
Ruske, čečenske, azerbajdžanske, ukrajinske, gruzijske, armenske in druge nekdanje sovjetske organizirane kriminalne združbe ali "Bratvas" imajo veliko članov in sodelavcev povezanih z različnimi vrstami organiziranega kriminala, vendar statistika ni na voljo. 
Yakuza je ena največjih kriminalnih organizacij na svetu. V letu 2005 je bilo njihovo število na Japonskem približno 102.400 znanih članov.
Hongkongske Triade v 21. stoletju vklučujejo do 160.000 članov. Ocenjeno je, da je bilo v petdesetih letih v Hongkongu približno 300.000 članov Triade.

## Opazni primeri
Morda ena najbolj zloglasnih kriminalnih združb sta sicilijanska Cosa Nostra in italijansko-ameriška Mafija. Napolitanska Camorra, kalabrijska Ndrangheta in apuljska Sacra Corona Unita so podobne italijansko organizirane tolpe.
Druge kriminalne tolpe vključujejo rusko mafijo, mehiške in kolumbijske narkokartele, Aryan Brotherhood, mehiško mafijo, Texas Syndicate, Black Guerrilla Family , Nuestra Familia, Mara Salvatrucha, Primeiro Comando da Capital, irsko mafijo, portoriško mafijo, kitajske Triade, japonske Yakuza, jamajško-britanski Yardies, haitijska tolpa Zoe Pound in drugi zločinski sindikati.
Na nižji ravni v hierarhiji kriminalnih združb so ulične tolpe v ZDA (večinoma podružnice večjih kriminalnih združb). Na primer:
- Črne tolpe, kot so Bloods and Crips, tudi Vice Lords in Gangster Disciples.
- Nacionalne in / ali rasne tolpe, kot so Trinitario, Sureños, Tiny Rascal Gang, Asian Boyz, Wa Ching, The Latin Kings, The Hammerskins, Nazi Lowriders in Blood & Honor.
- Motoristične tolpe, kot so Hells Angels, Pagans, Outlaws in Bandidos, znani kot "Velika četverica".[29][30] known as the "Big Four".[31]

## Vrste in strukture
Veliko vrst tolp ima splošno strukturo organizirane skupine.
Obstajajo ulične tolpe s člani enakega porekla in s podobnimi cilji. Izraz "ulična tolpa" se pogosto uporablja kot "mladinska tolpa", ki se nanaša na sosedske ali ulične mladinske skupine, ki izpolnjujejo merila "tolpe". Miller (1992) opredeljuje ulično tolpo kot "samostojno združenje vrstnikov, združenih s skupnimi interesi, s prepoznavnim vodstvom in notranjo organizacijo, ki delujejo kolektivno ali kot posamezniki za doseganje določenih namenov, vključno z izvajanjem nezakonitih dejavnosti in nadzorom nad določenim ozemljem, objektom ali podjetjem. "
Razumevanje strukture tolp je osnovna veščina za določanje vrst strategij, ki so najučinkovitejše pri ravnanju z njimi, tako za ogroženo mladino pa do voditeljev tolp. Niso vsi posamezniki, ki kažejo zunanje znake članstva v tolpi, dejansko vpleteni v kriminalne dejavnosti. Starost posameznika, fizična zgradba, sposobnost bojevanja, pripravljenost za izvajanje nasilja in evidenca aretacij so pogosto glavni dejavniki pri določanju, kje posameznik stoji v hierarhiji tolp; na posameznikov status v tolpi vpliva tudi denar, pridobljen s kaznivimi dejanji, ter sposobnost preživljanja tolpe. Struktura tolp se razlikuje predvsem glede na velikost, ki se lahko giblje od pet ali deset do tisoč. Številne večje tolpe se razdelijo na manjše skupine, klike ali podskupine (tem manjšim skupinam se v slengu tolp lahko reče "sklopi". Klike ponavadi prinesejo več ozemlja tolpi, ko se širijo in zaposlujejo nove člane. Večina tolp deluje neformalno, pri čemer vodstvo pade na tistega, ki prevzame nadzor, medtem ko imajo nekatere tolpe izrazito vodstvo in so zelo strukturirani, kar je bolj ali manj podobno podjetju ali korporaciji.
Zaporniške tolpe so skupine v zaporih ali popravnih zavodih. Zaporniške tolpe imajo pogosto več "podružnic" ali "sekcij" v različnih državnih zaporniških sistemih, ki se razvejajo zaradi gibanja ali premestitve svojih članov. V študiji iz leta 2005 (Neither war nor peace) so izvedli na mednarodni ravni primerjavo med otroki in mladino v organiziranem oboroženem nasilju v desetih različnih mestih po vsem svetu. Ugotovili so, da so bile v osmih mestih ulične tolpe močno povezane z zaporniškimi tolpami. Po besedah profesorja kazenskega prava Johna Hagedorna so številne največje tolpe iz Čikaga izvirale iz zaporov. Iz mladinskega centra St. Charles Illinois izvirajo Conservative Vice Lords in Blackstone Rangers. Čeprav je večina voditeljev tolp iz Čikaga zdaj zaprtih, večina teh voditeljev še naprej vodi svoje tolpe iz zapora.
Kriminalne tolpe lahko delujejo znotraj in zunaj zapora, kot so Nuestra Familia, mehiška mafija, Folk Nation in brazilska PCC.  V sedemdesetih letih so zaporniške tolpe v Cape Townu v Južni Afriki začele novačiti člane uličnih tolp od zunaj in pomagale povečati povezave med zaporniškimi in uličnimi tolpami.V ZDA je zaporniška skupina Aryan Brotherhood vpletena v organizirani kriminal zunaj zapora.

## Vključevanje
Matthew O'Deane je opredelil pet osnovnih korakov vpletenosti tolp, ki veljajo za večino tolp na svetu; ogroženi, sodelavci, člani, trdi člani in voditelji.
Voditelji tolp predstavljajo zgornj rang poveljevanja v tolpi. Ta član tolpe je verjetno najstarejši v skupini, verjetno ima najmanj obsežno kazensko evidenco in je pogosto pooblaščen za usmerjanje dejavnosti v tolpi. V mnogih jurisdikcijah je ta oseba verjetno član zaporniške tolpe, ki vodi tolpo iz zapora, ali je na pogojnem izpustu. Voditelji tolp se pogosto distancirajo od dejavnosti uličnih tolp in poskušajo delovati zakonito, po možnosti vodijo podjetje, katerega uporabljajo za prekrivanje trgovanja z mamili ali druge nezakonite dejavnosti.

## Članstvo
Številni dejavniki spodbude, s katerimi se srečujejo posamezniki, se razlikujejo glede na situacijo. Vendar je vsem skupno, da sledijo želji po moči, spoštovanju, denarju in zaščiti. Te želje zelo vplivajo na privabljanje posameznikov k združbam, njihov vpliv pa je še posebej močan pri mladini na socialnem dnu. Takšnem posameznikom v življenju pogosto primankujejo ravno zgoraj opisanih dobrinn, počutijo se odrinjeni iz svoje skupnosti in nimajo socialne podpore. Pridružitev tolpi se jim morda zdi edini način za pridobitev boljšega statusa in uspeha. Ko se pridružijo tolpi, takoj dobijo občutek pripadnosti in identitete, saj so obkroženi s posamezniki, s katerimi se lahko povežejo. Na splošno so člani tolpe odrasli na istem območju in se lahko vežejo na podobne potrebe. Na nekaterih področjih je pridružitev tolpi sestavni del procesa odraščanja.
Članstvo v tolpi pomeni življenjsko obveznost, okrepljeno z identifikacijami, kot so tetovaže, podkrepljeno je tudi z ustrahovanjem in prisilo. Prebežniki med tolpami so pogosto predmet povračilnih ukrepov iz zapuščene tolpe. Številne tolpe, vključno s tujimi in mednarodnimi tolpami, trdijo, da je edini način, da član tolpo zapusti, smrt. To se včasih neformalno imenuje "pravilo mrtvašnice".
Članstvo v tolpi predstavlja pojav kroničnega skupinskega kriminala; v skladu s tem je kriminalnost članov večja, če pripadajo tolpi, kot če niso v njen. Poleg tega je kriminalna združba kot celota večja kot kriminalnost njenih članov, ko so sami. Skupina deluje kot celota večja od svojih posameznih delov in vpliva na vedenje svojih članov v smeri večje večje stopnje kriminalitete.
Nekatere države imajo formalni postopek za ugotavljanje, če je oseba član tolpe, ki se imenuje potrjevanje. Ko je oseba potrjena kot član tolpe, zanjo veljajo zvišane in strožje kazni (kot je samica) in strožja pravila o pogojnem izpustu. Za potrditev osebe kot člana tolpe morajo uradniki na splošno predložiti dokaze o več dejavnikih, kot so tetovaže, fotografije, oblačila itd. Zakonite zahteve za potrjevanje osebe so veliko nižje od zahtev za obsodbo kaznivega dejanja.

## Tipične aktivnosti tolp
Združeni narodi ocenjujejo, da tolpe večino denarja zaslužijo s trgovino z mamili, ki naj bi bila skupaj vredna 352 milijard dolarjev. Ministrstvo za pravosodje ZDA ocenjuje, da obstaja približno 30.000 tolp s 760.000 člani, ki prizadenejo 2500 skupnosti po vsej ZDA. Tolpe so vpletene v vsa področja uličnih kriminalnih dejavnosti, kot so izsiljevanje, trgovina z mamili  tako v zaporniškem sistemu kot zunaj njega, in kraje. Tolpe posameznike tudi ogrožajo z ropi in ugrabitvami. Kokain je glavno distribucijsko mamilo tolp v Ameriki, ki so uporabile mesta Chicago, Cape Town in Rio de Janeiro za mednarodni prevoz drog. Brazilska urbanizacija je trgovino z mamili pripeljala do favel v Riu. Tolpe pogosto najemajo "stražarje", da člane opozorijo na prihajajoče organe pregona. Gosta okolja favel v Riu in projekti javnih stanovanj v Chicagu so članom tolp pomagali, da se lažje skrijejo pred policijo. Ulične tolpe zavzamejo ozemlje ali "opazovalnice" v določenem mestu in so pogosto vpletene v "zagotavljanje zaščite", pogosto tanek pokrov za izsiljevanje, saj je "zaščita" ponavadi pred samo tolpo ali drugo kriminalno dejavnost. Mnoge tolpe uporabljajo fronte, da dokažejo vpliv in pridobijo prihodek na določenem območju.

## Nasilje v tolpah
Nasilje tolp se večinoma nanaša na nezakonita in nepolitična nasilna dejanja, ki jih izvajajo tolpe nad civilisti, drugimi tolpami, uslužbenci organov pregona, gasilci ali vojaškim osebjem. Takšna dejanja so skozi zgodovino tolp na vseh ravneh organizacije. Sodobne tolpe so uvedle nova nasilna dejanja, ki lahko delujejo tudi kot obred za nove člane tolpe.  Leta 2006 je bilo 58 odstotkov umorov Los Angelesa povezanih s tolpami. Poročila o umorih, povezanih s tolpami, so skoncentrirana večinoma v največjih mestih v ZDA, kjer obstajajo dolgotrajne in vztrajne težave s tolpami in večje število dokumentiranih članov tolpe - večino jih prepozna organ pregona. Dejavnosti in nasilje, povezano s tolpami, so se povečale vzdolž ameriške jugozahodne obmejne regije, saj tolpe s sedežem v ZDA delujejo kot izvršitelji mehiških kartelov za droge. Vojna tolp je vrsta majhne vojne, ki se zgodi, ko dve tolpi končata v prepiru nad ozemljem.

### Nasilje tolp v šolah - medvrstniško nasilje
Kljub tolpam, ki se običajno oblikujejo v skupnosti, ne pa posebej v šolah, lahko nasilje tolp na šole vpliva na različne načine:
- Tolpe lahko zaposlujejo člane v šolah;
- Člani tolp iz iste šole se lahko v prostorih šole ali v okolici šole soočajo z nasiljem;
- Člani tolpe iz iste šole lahko izvajajo nasilje nad drugimi učenci iste šole, ki pripadajo drugi tolpi ali ne pripadajo tolpi;
- Tolpe lahko izvajajo nasilje nad drugimi šolami in učenci v skupnosti, kjer delujejo, tudi če ti učenci ne pripadajo tolpi.

Globalni podatki o razširjenosti teh različnih oblik nasilja tolp v šolah in okoli njih so omejeni. Razpoložljivi dokazi kažejo, da je nasilje tolp pogostejše v šolah, kjer so učenci izpostavljeni drugim oblikam nasilja v skupnosti in kjer se bojijo nasilja v šoli. Otroci, ki odraščajo v soseskah z visoko stopnjo kriminala, so bili opredeljeni kot dejavnik tveganja za nasilje med mladimi, vključno z nasiljem tolp. Po študijah naj bi bili otroci, ki so poznali številne odrasle kriminalce, do 18. leta starosti bolj verjetno nasilni kot tisti, ki jih niso poznali. Nasilje tolp je pogosto povezano z nošenjem orožja, tudi v šoli. Študija med 10 in 19-letniki v Združenem kraljestvu je pokazala, da je 44% tistih, ki so poročali, da pripadajo prestopniški mladinski skupini storili nasilje, 13% pa jih je v zadnjih 12 mesecih nosilo nož v primerjavi s 17% oziroma 4% med tisti, ki niso bili v taki skupini. Glede na metaanalizo 14 držav v Severni Ameriki, Evropi, na Bližnjem vzhodu, v Srednji in Južni Ameriki, podsaharski Afriki in na Tihem oceanu je pokazala tudi, da je nošenje orožja v šoli povezano z ustrahovanjem. Primerjava podatkov globalne šolske ankete o zdravstvenem stanju študentov (GSHS) o nasilju v šoli in ustrahovanju v državah, ki so še posebej prizadete zaradi nasilja tolp, kaže, da so povezave morda omejene. Na primer v Salvadorju in Gvatemali, kjer je nasilje tolp resen problem, podatki GSHS kažejo, da je razširjenost ustrahovanja, fizičnih spopadov in fizičnih napadov, o katerih so poročali učenci šole, razmeroma majhna in je podobna razširjenosti v drugih državah Srednje Amerike kjer je nasilje tolp manj razširjeno.

### Spolno nasilje
Ženske v kulturi tolp so pogosto v okoljih, kjer je spolno nasilje pogosto in velja za običajno. Ženske, ki se udeležujejo družabnih srečanj in zabav z uživanjem močnih mamil in alkohola, so še posebej ogrožene spolnih napadov. Ženska, ki se napije in se spogleduje z moškimi, je pogosto videti kot, da "prosi za to", moški in ženske pa jo odpišejo kot "motiko". Dekleta, povezana z rivalskimi tolpami, imajo na teh družabnih dogodkih nižji status in so žrtve, ko jih člani vidijo kot pošteno igro in druge ženske racionalizirajo napad nanje.

## Motivi
Večina sodobnih raziskav o tolpah se osredotoča na tezo o razrednem boju po delu Walterja B. Millerja in Irvinga Spergela. V tem delu so Gaylords navedeni kot glavni primer ameriške tolpe, ki ni ne črna ne hispanska. Nekateri raziskovalci so se osredotočili na etnične dejavnike. Frederic Thrasher, ki je bil pionir raziskav tolp, je opredelil "demoralizacijo" kot standardno značilnost tolp. John Hagedorn je trdil, da je to eden od treh konceptov, ki osvetljujejo vzorce organiziranosti zatiranih rasnih, verskih in etničnih skupin (drugi dve teoriji sta od Manuela Castella o "odporni identiteti in delo Derricka Bella o trajnosti rasizma). Po navadi so tolpe največ odobravale v revnejših mestnih skupnostih in državah v razvoju kot odgovor na brezposelnost in druge storitve. Družbena neorganiziranost in razpad družbenih institucij, kot so družina, šola in mreža javne varnosti, omogočajo skupinam vrstnikov, da ustanovijo tolpe. Glede na raziskave, ki jih je Svetovna banka za svoje poročilo o svetovnem razvoju za leto 2011 izvedla na mednarodni ravni, je daleč najpogostejši razlog, da ljudje kot motiv za članstvo v tolpah navajajo nezaposlenost. Etnična solidarnost je pogost dejavnik tolp. Črne in hispanske tolpe, ki so nastale v šestdesetih letih v ZDA, so pogosto prilagajale nacionalistično retoriko. Tako večinska kot manjšinska rasa v družbi so ustanovile tolpe v imenu identitete: skupina Igbo Bakassi Boys v Nigeriji nasilno in s terorjem brani večinsko skupino Igbo, v ZDA pa so belci, ki se počutijo ogrožene zaradi manjšin, ustanovili svoje tolpe. , kot je Ku Klux Klan. Kot odgovor na naraščajoče migracije temnopoltih in hispanskih prebivalcev se je ustanovila bela tolpa, imenovana Chicago Gaylords. Nekateri člani tolp so motivirani z vero, kot je to primer z muslimansko patruljo in tolpo Epstein-Wolmark.

## Identifikacija
Večina članov tolpe ima prepoznavne značilnosti, ki so edinstvene za njihovo specifično kliko ali tolpo The Bloods, na primer, nosijo rdeče bandane, Crips modre, kar tem skupinam omogoča, da "predstavljajo" svojo pripadnost. Vsako nespoštovanje barve člana tolpe s strani nepovezanega posameznika se šteje za razlog za nasilne povračilne ukrepe, pogosto s strani več članov užaljene tolpe. Tudi tetovaže so pogosti identifikatorji, na primer '18' nad obrvjo, s katerim prepoznajo člana bande 18. ulice. Tetovaže članom tolpe pomagajo, da si pridobijo spoštovanje v svoji skupini in jih označijo kot člane za vse življenje. Tetovaže lahko predstavljajo tudi raven v tolpi, saj lahko nekatere tetovaže pomenijo, da so bolj dovršen član. Dosežki so lahko povezani z nevarnim početjem, ki je pokazalo vašo zvestobo tolpi. Lahko jih zažgemo tako, kot tudi črnilo. Nekatere tolpe uporabljajo več identifikatorjev, na primer Nortenos, ki nosi rdeče bandane in ima tetovaže "14", "XIV", "x4" in "Norte".
Tolpe pogosto vzpostavijo značilne identifikatorje, vključno z oznakami grafitov, barvnimi znaki, ročnimi signali, oblačili (na primer puloverji tipa gangsta rap), nakitom, frizurami, nohti, slogani, znaki (na primer zanka goreči križ kot simboli Klana), zastave tajni pozdravi, neprimerne besede ali kodne besede in drugi posebni znaki skupine, povezani s skupnimi prepričanji, rituali in mitologijami tolpe, da se opredelijo in ločijo od drugih skupine in tolpe.
Kot alternativni jezik ročni signali, simboli in blati v govoru, grafitih, tiskanju, glasbi ali drugih medijih sporočajo posebne informativne znake, ki se uporabljajo za ogrožanje, omalovaževanje, posmehovanje, nadlegovanje, ustrahovanje, alarm, vpliv ali natančno posebne odzive, vključno s poslušnostjo, pokornostjo, strahom ali terorjem. Ena študija, ki se osredotoča na terorizem in simbole, navaja, da je embolizem pomemben, ker ima vlogo pri spodbujanju terorista k dejanju in nato pri določanju ciljev njihovih dejanj. Prikaz znaka tolpe, kot je zanka , kot simbolno dejanje je mogoče razumeti kot "grožnjo z nasiljem, sporočeno z namenom terorizirati drugega, povzročiti evakuacijo zgradbe ali povzročiti resne javne nevšečnosti, ob nepremišljenem neupoštevanju tveganja, da bi povzročil tak teror ali nevšečnosti ... kaznivo dejanje zoper lastnino ali nevarnost za drugo osebo, ki lahko vključuje, vendar ni omejeno na nepremišljeno ogrožanje druge osebe, nadlegovanje, zalezovanje, etnično ustrahovanje in hudodelstvo.
Internet je eden najpomembnejših medijev, ki ga tolpe uporabljajo za komuniciranje glede na velikost občinstva, ki ga lahko dosežejo z minimalnim naporom in manjšim tveganjem. Internet ponuja forum za rekrutacijske dejavnosti, ki navadno izzivajo rivalske tolpe s slabšalnimi napotitvami in poveličujejo svojo tolpo in sebe. Tolpe uporabljajo internet, da komunicirajo med seboj, olajšajo kriminalne dejavnosti, širijo svoja sporočila in kulturo po državi.  Ko so spletne strani, kot so YouTube, Twitter in Facebook, vse bolj priljubljene, si organi pregona prizadevajo razumeti, kako v spletnem okolju izvajati preiskave, povezane z dejavnostmi tolp. V večini primerov lahko policija dobi in dobi informacije, ki jih potrebujejo, vendar to zahteva, da policisti in zvezni agenti pravočasno vložijo formalne pravne zahteve za informacije, kar običajno zahteva nalog za preiskavo ali sodni poziv, da ponudnike storitev prisili za potrebne informacije. Sodni poziv ali sodni poziv, sodni nalog, nalog za preiskavo; ali je za pridobitev teh informacij potrebno soglasje uporabnika v skladu z Zakonom o zasebnosti elektronskih komunikacij, naslov 18 ZDA. § 2701 in naslednje. (ECPA). Večina članov tolpe ima osebne spletne strani ali neke vrste internetne račune za družabna omrežja ali klepetalnico, kjer objavljajo fotografije in video posnetke ter odkrito govorijo o svojih podvigih. Večina ponudnikov storitev, ki jih člani tolpe uporabljajo, so brezplačna spletna mesta za družabna omrežja, ki uporabnikom omogočajo ustvarjanje lastnih strani s profili, ki lahko vključujejo sezname njihovih najljubših glasbenikov, knjige in filme, fotografije sebe in prijateljev ter povezave do sorodnih spletnih strani. . Številne od teh storitev uporabnikom omogočajo tudi pošiljanje in prejemanje zasebnih sporočil ter pogovor v zasebnih klepetalnicah. Pogosto lahko policist naleti na eno od teh strani ali pa informator omogoči dostop do strani lokalne tolpe. Namesto tega bodo morali formalno zahtevati potrebne informacije. Večina ponudnikov storitev ima o svojih uporabnikih štiri osnovne vrste informacij, ki so lahko pomembne za preiskavo kaznivih dejanj; 1) osnovne podatke o identiteti / naročniku, ki jih uporabnik navede pri ustvarjanju računa; 2) informacije o prijavi IP; 3) datoteke, shranjene v uporabniškem profilu (na primer podatki "o meni" ali seznami prijateljev); in 4) vsebina uporabnikovega poslanega in prejetega sporočila. Pomembno je poznati zakonodajo in razumeti, kaj lahko policija pripravi do ponudnikov storitev in kakšne so njihove zmožnosti. Pomembno je tudi razumeti, kako člani tolp uporabljajo internet in kako lahko policija uporabi svojo željo, da jih prepoznajo in spoštujejo v svoji subkulturi.

## Razprava o vplivu na okolje
V Združenem kraljestvu organi kazenskega pregona vse bolj usmerjajo prizadevanja na področju tolp in članstva v tolpi. Vendar pa razprava o obsegu in naravi tolp v Združenem kraljestvu še naprej poteka, pri čemer nekateri akademiki in oblikovalci politik trdijo, da je sedanji poudarek zaradi pomanjkanja soglasja glede razmerja med tolpami in kriminalom neprimeren.
The Runnymede Trust predlaga, da kljub dobro vajenemu javnemu diskurzu o mladinskih tolpah in "kulturi tolp" v resnici zelo malo vemo o "tolpah" v Veliki Britaniji: o tem, kako bi lahko "tolpo" opredelili ali razumeli, o čem biti v "tolpi" pomeni ... Še manj vemo o tem, kako se "tolpa" povezuje z ravnmi nasilja med mladimi.
Profesor Simon Hallsworth trdi, da so tolpe v Združenem kraljestvu tam, kjer obstajajo, "veliko bolj tekoče, nestanovitne in amorfne kot mit o organizirani skupini s korporacijsko strukturo". To trditev podpira terenska študija, ki jo je izvedla Univerza v Manchestru, ki je pokazala, da večina sporov znotraj in med tolpami izvira iz medosebnih sporov glede prijateljev, družine in romantičnih odnosov, v nasprotju z ozemeljskim rivalstvom in podjetja so bila redko usklajena s skupinami. Najbolj vključeni člani tolp, ki so delovali kot posamezniki ali v majhnih skupinah.
Cottrell-Boyce, ki piše v reviji Youth Justice, trdi, da so tolpe politiki in mediji ustvarili kot "primernega sovražnika", ki zakriva širše strukturne korenine nasilja med mladimi. Na ravni izvrševanja je lahko osredotočenost na članstvo v tolpi kontraproduktivna; ustvarja zmedo in ima za posledico pristop z vlečno mrežo, ki lahko nedolžne mlade inkriminira, namesto da bi vire usmeril v huda nasilna kazniva dejanja.

## Članstvo v tolpi v ameriški vojski
Člani tolp v uniformi s svojim vojaškim znanjem, veščinami in orožjem izvajajo in olajšujejo različna kazniva dejanja. Od aprila 2011 je NGIC identificiral člane vsaj 53 tolp, katerih člani so služili v ameriški vojski ali so povezani z njo. Leta 2006 je Scott Barfield, preiskovalec obrambnega ministrstva, dejal, da obstaja spletna mreža tolp in skrajnežev: "Komunicirajo med seboj o orožju, o novačenju, o skrivanju identitete in o organiziranju v vojski."
Članek Sun-Timesa iz leta 2006 poroča, da tolpe spodbujajo člane, naj vstopijo v vojsko, da se naučijo tehnik urbanega bojevanja, da bi učili druge člane tolpe. V članku iz januarja 2007 v časopisu Chicago Sun-Times je bilo zapisano, da so pripadniki tolp v vojski vpleteni v krajo in prodajo vojaškega orožja, streliva in opreme, vključno s telesnimi oklepniki. Sun-Times je začel preiskovati tolpe v vojski, potem ko je prejel fotografije tolpnih grafitov, prikazanih v Iraku.
Poročilo FBI iz leta 2007 o članstvu v bandi v vojski navaja, da je postopek preverjanja novačenja v vojski neučinkovit, članom tolp / skrajnežem omogoča vstop v vojsko in navaja vsaj osem primerov v zadnjih treh letih, ko so člani tolpe dobili vojaško orožje njihova nezakonita podjetja. Povečanje aktivnosti tolp v ameriških oboroženih silah" z dne 12. januarja 2007 navaja, da so ulične tolpe, vključno s Bloodsi, Cripsi, Črnimi Učenci, Gangsterskimi Učenci, Peklenskimi Angeli, Latinskimi Kralji, Tolpo 18. ulice, Mara Salvatrucha (MS-13 ), Mehiška Mafija, Norteños, Sureños in Namestniki Lordov so bili dokumentirani o domačih in mednarodnih vojaških objektih, čeprav novačenje članov tolpe krši vojaške predpise.